# Ren Liping
Ren Liping (chinesisch 任麗萍 / 任丽萍, Pinyin Rén Lìpíng; * 21. Oktober 1978 in Peking) ist eine ehemalige chinesische Fußballspielerin.

## Karriere
Mit der chinesischen A-Nationalmannschaft nahm sie an den Asienspielen 2002 teil und schoss hier drei Tore. Danach war sie auch bei der Weltmeisterschaft 2003 dabei, wo sie mit ihrer Mannschaft das Viertelfinale erreichte. Anschließend wurde sie auch in den Kader für die Olympischen Spiele 2004 berufen.